# 呼屠徵
呼屠徵（？—前65年），西汉时莎车国的国王。
乌孙王子万年担任莎车国王。前65年，故莎车王之弟呼屠徵联合邻国杀死万年和汉朝使者奚充国，自立为莎车王。莎车国派使者扬言：“西域北路各国已归属匈奴了。”派兵攻打南路各国，背叛汉朝，西域自鄯善国以西全部与汉朝绝交。此时西域都护郑吉、校尉司马都在北路各国，汉宣帝派冯奉世护送大宛等国客人到达伊循城。冯奉世以皇帝符节告谕各国国王，征调南北两路各国军队共一万五千人，进攻莎车。结果莎车城被攻克，莎车王呼屠徵自杀，首级被送至长安，改立故莎车王其他兄弟的儿子为莎车王。